# Mallite
Mallite – rodzaj laminatów, produkowanych niegdyś przez firmę William Mallinson & Sons. Materiał ten był produkowany z włókien ogorzałki wełnistej, pokrytej warstwami duraluminium. Dzięki temu mallite był sztywniejszy i bardziej wytrzymały. Mallite był początkowo stosowany w latach 50. w przemyśle lotniczym. Później znalazł również zastosowanie w sportach motorowych, w samochodach projektowanych przez Robina Herda: McLarenie M2A, McLarenie M2B i Cosworcie 4WD.